# Третя квадратична форма
Третя квадратична форма — один із способів описувати кривини поверхні. Зазвичай позначається {\displaystyle \mathbf {I\!I\!I} }.

## Означення
Нехай {\displaystyle S} позначає Оператор форми гладкої поверхні {\displaystyle \Sigma }.
Окрім того, нехай {\displaystyle \mathbf {u} } і {\displaystyle \mathbf {v} } є елементами дотичного простору {\displaystyle T_{p}} в точці {\displaystyle p\in \Sigma }.
Третя фундаментальна форма означається як такий скалярний добуток
{\displaystyle \mathbf {I\!I\!I} (\mathbf {u} ,\mathbf {v} )=\langle S(\mathbf {u} ),S(\mathbf {v} )\rangle .}

## Властивості
- Третя квадратична форма не залежить від знака нормалі поверхні. (Це відрізняє її від другої квадратичної форми, яка змінює знак при зміні знаку нормалі)

- Третя квадратична форма виражається через першу і другу квадратичну форма.
{\displaystyle \mathbf {I\!I\!I} -2\cdot H\cdot \mathbf {I\!I} +K\cdot \mathbf {I} =0,}

де {\displaystyle H} — средня кривина поверхні і {\displaystyle K} — кривина Гауса поверхні.
- Оскільки оператор форми самосопряжений, для {\displaystyle u,v\in T_{p}(M)} ми маємо
{\displaystyle \mathbf {I\!I\!I} (u,v)=\langle Su,Sv\rangle =\langle u,S^{2}v\rangle =\langle S^{2}u,v\rangle }.